# アルティメット・スパイダーマン
アルティメット・スパイダーマン（Ultimate Spider-Man）は、スパイダーマンのコミックシリーズの一作品。また、同名のテレビアニメシリーズである。本項では後者について解説する。
米国ディズニーXDにて2012年4月1日より放送されていたテレビアニメである。日本では2012年7月1日より日本のディズニーXD、2013年10月5日よりDlifeにてそれぞれ放送。2014年10月より放送開始した第3シーズン（シーズン3）より、タイトルを『アルティメット・スパイダーマン ウェブ・ウォーリアーズ』に改め（米国・日本ディズニーXD共）放送。このシーズンより、地上波テレビ東京系6局ネットでも、2015年4月7日から2015年9月29日まで毎週火曜日18:30 - 18:57枠で放送された（同年4月8日から2015年10月7日までGYAO!やニコニコ動画でも無料配信された）。
第4シーズン（シーズン4）より、『アルティメット・スパイダーマン VS シニスター・シックス』として放送。テレビ東京系でも2016年4月5日から毎週火曜18:25に放送された。
現在はDisney+にて全話配信中。

## 概要
脚本家兼プロデューサーのポール・ディニによると、この番組はスパイダーマンの設定を一新しており、番組内容はスパイダーマンが毎回様々なゲストキャラとともに活躍を繰り広げるというものになっている。多くの回は、『アルティメット・スパイダーマン』を手掛けたブライアン・マイケル・ベンディスの漫画が元になっているが、一部ヒーローやヴィランのオリジンなどは番組オリジナルとなっている。実際、この番組におけるスパイダーマンはニック・フューリー率いるS.H.I.E.L.D.の一番新しいメンバーであり、同年代の4人のスーパーヒーローとともにチームを組んでいる。また、2011年に行われたサンディエゴ・コミコンでは、ヴェノムのほかにもDr.ドゥームやリビングレーザーといった様々な悪役も登場する予告編が公開された。
原作コミックにも『アルティメット・スパイダーマン』という通常のマーベル作品とは異なるパラレルワールドを舞台としたリブートシリーズが存在するが、本作はアニメオリジナルの設定で、コミック版と直接の関連性はない。
2013年7月20日のサンディエゴ・コミコンにて、マーベル・コミックとディズニーXDは第3シーズン（シーズン3）の放送を発表した。第3シーズン（シーズン3）はテレビアニメ『アベンジャーズ・アッセンブル』に合わせた内容になっており、スパイダーマンがアベンジャーズ入りし、新ヒーローチーム結成を描いた内容になっている。それに合わせて、クローク・アンド・ダガーやアマデウス・チョ、エージェント・ヴェノムといった新キャラクターも登場する。

## 制作
ブライアン・マイケル・ベンディスとポール・ディニがこの番組の制作を務め、脚本にも参加している。また、『ベン10』や『ジェネレーター・レックス』で有名なアニメーターチーム4人組マン・オブ・アクション（ジョー・ケリー、ジョー・ケイシー、ダンカン・ルーロー、スティーブン・T・シーグル）が製作総指揮として参加し、この時点では第1シーズンは全26話分の放送が決定していた。サム・ライミ版スパイダーマン三部作でジョン・ジョナ・ジェイムソンを演じたJ・K・シモンズはこの番組でも同じ役を演じることになっている。また、ロサンゼルス・タイムズとのインタビューでは、マッドハウス版アイアンマンでアイアンマンを演じたエイドリアン・パスダーがアイアンマンを演じることが明かされており、MTVとのインタビューでは声優のケビン・マイケル・リチャードソンがロビー・ロバートソンとブルドーザーを演じることが明かされた。

## 放送
2012年4月1日に、本作はアメリカ合衆国のディズニーXDで放送され、その翌日にXbox LiveとPlayStation Storeでパイロット版が配信された。第4シーズン（シーズン4）はvs. the Sinister 6という副題で、2016年から放送されている。

## 日本での放送形態
日本では2012年7月1日からディズニーXD、2013年10月5日からDlife、2015年4月7日よりテレビ東京系にてそれぞれ放送。

### 日本のディズニーXD
2012年7月1日放送開始。
第65話（第3シーズン13話、以降は全シーズン通算話数で表記）までは日本のディズニーXDで先行放送していたが、2015年9月5日から10月31日の第66話から第73話まではテレビ東京より67日遅れで放送（テレビ東京より3ヶ月遅れ）。
第74話は12月5日、テレビ東京より95日遅れで放送（テレビ東京より3ヶ月遅れ）。
第75話と第76話は2016年1月23日と1月30日、テレビ東京より148日遅れで放送（テレビ東京より4ヶ半月遅れ）。
第77話と第78話は2016年2月20日と2月27日、テレビ東京より162日遅れで放送（テレビ東京より5ヶ月遅れ）。
2016年6月18日から2017年8月13日まで第4シーズン（シーズン4）を放送。テレビ東京より第79話は74日遅れ、第80話は67日遅れ、第81話から第87話までは81日遅れ、第88話から第90話までは88日遅れ、第91話は123日遅れ、第92話は179日遅れ、第93話から第97話までは67日遅れ、第98話から第101話までは74日遅れ、第103話・第104話は11ヶ月遅れで放送。落合隼亮のナレーションが入ったオープニング映像や次回予告も放送。第3シーズン（シーズン3）ではオープニング映像のみだった。

### Dlife
2013年10月5日から放送開始。
2016年4月23日から10月29日まで第3シーズン（シーズン3）を毎週放送。テレビ東京より1年1ヶ月遅れで放送。第66話から第77話まで上記ナレーション入りのオープニング映像とヒーロー紹介と次回予告を放送。
2016年11月5日から2017年4月29日まで第4シーズン（シーズン4）を毎週放送。テレビ東京より215日遅れで放送。
第103話と第104話は2017年4月22日と2017年4月29日にディズニーXDより先行放送。上記ナレーション入りのオープニング映像とヒーロー紹介と次回予告を放送。

### テレビ東京系
『アルティメット・スパイダーマン ウェブ・ウォーリアーズ』という表題で2015年4月7日からテレビ東京系6局ネットで第3シーズン（シーズン3）からの放送が開始、それに合わせてニコニコ動画での配信も開始された。テレビ東京で放送する際、落合隼亮のナレーションが入ったオープニング映像が追加され、エンディングでヒーローの紹介が行われている（ただし、最終回となる第78話では落合隼亮のナレーションが入ったオープニング映像が追加されず、エンディングのヒーロー紹介のみ）。
日本のディズニーXDより第53話から第56話までは7ヶ月遅れ、第57話から第60話までは6ヶ月遅れ、第61話から第65話までは2ヶ月遅れで放送した。
2015年7月7日から8月4日まではテレビ東京系で第66話から第70話までアメリカ合衆国のディズニーXDと同時に放送された（日本のディズニーXDより早く、日本最速放送だった）。
2015年8月11日から9月29日の第71話から第78話までは米国での放送より先行で世界最速放送だった（ただし、第73話・第74話だけは米国放送から遅れだった）。
2016年4月5日より第4シーズン（シーズン4）が『アルティメット・スパイダーマン VS シニスターシックス』という表題で放送開始。これに伴い、「テレビを見るときは…」の告示映像が追加され、オープニング映像も新しいものに変更された。インターネットでの配信は有料動画配信サービス「あにてれしあたー」からニコニコ動画やAmazon等を通じて行われ、第1話のみ無料で配信された。第3シーズン（シーズン3）では画面内に小さく出ていた原語版のエンディング映像が第4シーズン（シーズン4）から元の大きさに戻った関係で、キャラクター紹介コーナーと次回予告兼日本語版クレジットがそれぞれ放送という構成になった。また、提供スポンサーも前半枠の影響によりタカラトミーに変更された。
2016年4月5日から5月31日の第79話から第87話までは米国放送から遅れで放送された（日本のディズニーXDよりは先行放送だった）。
2016年6月7日から7月5日までの第88話から第92話は米国放送より先行の世界最速放送。
2016年7月12日から7月26日までの第93話から第95話までは再び米国放送から遅れで放送。
2016年8月2日から9月27日までの第96話から第104話まで再び世界最速放送。

## プロモーション・関連商品
| いずれの写真も2012年3月31日にニューヨークのミッドタウン・コミックスで行われたイベントの様子が撮影されたものである。左の写真はジョー・ケリーとジョー・ケサダを写したものである。右の写真は試写会の様子を写したものである。 |  | いずれの写真も2012年3月31日にニューヨークのミッドタウン・コミックスで行われたイベントの様子が撮影されたものである。左の写真はジョー・ケリーとジョー・ケサダを写したものである。右の写真は試写会の様子を写したものである。 |
| いずれの写真も2012年3月31日にニューヨークのミッドタウン・コミックスで行われたイベントの様子が撮影されたものである。左の写真はジョー・ケリーとジョー・ケサダを写したものである。右の写真は試写会の様子を写したものである。 |  | |

アメリカ合衆国での初回放送前日にあたる2012年3月31日にはニューヨークとロサンゼルスで記念パーティーが開かれた。ニューヨークでのパーティーはマンハッタンにある漫画専門店ミッドタウン・コミックス・ダウンタウンで行われ、マーベルコミックのチーフ・クリエイティブ・オフィサーである、ジョー・ケサダや、この番組に携わっているジョー・ケリー、この番組の同時宣伝にあたる漫画の第1号のライターを務めたen:Chris Eliopoulosが参加した。ロサンゼルスでのパーティーは、ハリウッドのメルトダウン・コミックスで行われ、こちらにはマーベル・コミックのテレビ部門のチーフであるジェフ・ローブや、ダンカン・ルロー、スティーブン・T・シーグル、この番組のパイロット版を手掛けたポール・ディニのほかにも、声優のクラーク・グレッグとミスティ・リーも来た。
本作を基にした漫画 Ultimate Spider-Man Adventures（ストーリー：en:Dan Slott&en:Ty Templeton、作画：Nuno Plati）が2012年4月25日から開始され、同じくテレビ番組を基にした作品 The Avengers: Earth's Mightiest Heroes Adventuresとともに現在も連載が続いている。

## あらすじ
ピーター・パーカーがスパイダーマンになってから約1年。高校生とヒーローの二重生活を続けてきた彼だが、デイリー・ビューグル・コミュニケーションズのCEOであるジェイムソンは、激しい「アンチ・スパイダーマン・キャンペーン」を繰り広げていた。
そんなある日、ある悪人を退治したスパイダーマンの前に諜報機関S.H.I.E.L.D.の長官ニック・フューリーが現れる。組織の情報網でピーターの正体を知っているフューリーは、結果的に街に損害を与える形となった彼にスパイダーマンがヒーローとして未熟であると指摘。S.H.I.E.L.D.で訓練を受ければ「アルティメット・スパイダーマン」（最高のスパイダーマン）になれると誘いをかけてくる。こうして、S.H.I.E.L.D.のメンバーとしてのスパイダーマンの新たな戦いが始まった。

## 登場人物

### メインキャラクター
ピーター・パーカー / スパイダーマン
声 - 川田紳司 / 英：ドレイク・ベル
主人公。今作ではS.H.I.E.L.D.の技術者が開発したスパイダーサイクル（バイク）といったハイテクギミックを使用することもあるが、あまり使いこなすことが出来ていない。
葛藤する際に天使と悪魔のスパイダーマンが頭の横で争う表現が多用され、時折時間を止めて視聴者に向かって語りかけるときがある。
第3シーズン（シーズン3）では、タスクマスターに対抗すべくS.H.I.E.L.D.の一員として若手ヒーローチーム結成に奔走する。
第4シーズン（シーズン4）では、信頼できる一部の人物（ウェブ・ウォーリアーズ等）には正体を明かしている。
ルーク・ケイジ / パワーマン
声 - 田尻浩章 / 英：オージー・バンクス
ピーター・パーカーの級友の一人で、ヒーローチームの一人。
両親の研究していた薬を投与した為に強靭な肉体を得た。性格は自信家ではあるものの、心はとても広い。
ヘリキャリア墜落により住む場所を失っていた間（第26話から第35話まで）他の3人と共にパーカー家に居候していた。
第44話（第45話）「ゾディアックとケイジ博士」では、紆余曲折有って両親と再会を果たすことができた。
ダニー・ランド（アイアンフィスト）
声 - 倉富亮 / 英：グレッグ・サイプス
ピーター・パーカーの級友の一人で、ヒーローチームの一人。穏やかな人物だが、カンフーの達人でもある。
御曹司という地位を捨て秘境都市クン・ルンで修行を積み、シャオラオを倒して鋼鉄の拳を手に入れた。
第56話「クローク・アンド・ダガー」においてダガーの浄化力でパワーアップし、原作寄りのコスチュームにチェンジした。
エヴァ・アヤラ（ホワイトタイガー）
声 - 志田有彩 / 英：ケイトリン・テイラー・ラブ
ピーター・パーカーの級友の一人で、ヒーローチームの紅一点。鋭い爪を武器とする女忍者で、ホワイトタイガーとして活動するときは白い覆面と衣装を身に着ける。
アミュレットの力を制御出来ないと理性を失い、非常に攻撃的になってしまう。普段は平常心を維持する為、優等生を演じている。
第56話「クローク・アンド・ダガー」においてダガーの浄化力でパワーアップし、原作寄りのコスチュームにチェンジした。
サム・アレキサンダー（ノヴァ）
※テレビ東京放送版では「ノバ」表記。
声 - 立岡耕造 / 英：オージー・バンクス / 英：ローガン・ミラー
ピーター・パーカーの級友の一人で、ヒーローチームの一人。飛行能力とエネルギー照射能力を持つ。
お調子者で他のメンバー（主にピーター）と衝突することが多いものの、スパイダーマンをリーダーとして認めている。彫刻や料理など何をやらせても才能を発揮し、パーカー家に居候している間メイと意気投合していた。かつては地球外でヒーローチーム「ガーディアンズ・オブ・ギャラクシー」と共に活躍していた時期がある。
第56話「クローク・アンド・ダガー」において覚醒し、原作寄りのコスチュームにチェンジした。
ジェイ・ジョナ・ジェイムソン
声 - 町田政則/ 英：J・K・シモンズ
大手マスコミグループDBC（デイリー・ビューグル・コミュニケーションズ）のCEOで、アンチ・スパイダーマン・キャンペーンを展開している。ビルの壁面に設置された巨大スクリーンで常にスパイダーマンを罵倒しているが、スパイダーマンたちの戦いの余波で破壊されるのがお約束となっている。
第3シーズン（シーズン3）第62話、第63話、第64話、第65話（第61話、第62話、第63話、第64話）「異次元のスパイダーマン パート1-4」では、スパイダーマンが巡る異次元それぞれにその世界のジェイムソンが登場し、スパイダーマンを罵倒している。
ニック・フューリー
声 - 杉村憲司 / 英：シャイ・マクブライド
S.H.I.E.L.D.長官で、スパイダーマン達の上司にあたる。
メリー・ジェーン・ワトソン / カーネイジ・クイーン / スパイダーウーマン
声 - 甲斐田裕子 / 英：タラ・ストロング
ピーターパーカーの幼馴染で、ジャーナリスト志望。
第4シーズン（シーズン4）では、カーネイジに寄生されてカーネイジ・クイーンになり、スパイダーマンたちに助けられた。ただし、カーネイジ・クイーンから解放された後も身体にシンビオートが残っており、コナーズ博士の助力を得てカーネイジを制御し、スパイダーウーマンになった。
スパイダーマン・ノワールの世界にも同じ人物がいるが、第4シーズン（シーズン4）で死亡したことが明かされた。
ハリー・オズボーン /ヴェノム / パトリオティア / アンチ・ヴェノム
声 - 倉富亮 / 英：マット・ランター
ピーターの幼馴染で大親友。ノーマン・オズボーンの一人息子。勉強が苦手で、ピーターに教えてもらっていることが多々。
第8話「ヴェノムの再来」では、ヴェノムを発見して腕時計に入れて持ち帰り、ブラックスパイダーマンとして新しいヒーローになったが暴走し、スパイダーマンによってヴェノムを剥がされた（このときの映像を見たドクター・オクトパスは正体を知ったが、ノーマンには明かさなかった）。しかし、ヴェノムは残っており、第11話「ヴェノムの襲撃」では 父親に認められたい一身でヴェノム化した。ヘリキャリア陥落時、父によってヴェノムとして強制的に変身させられた。何とか元に戻ったものの、 父親から「自分はスパイダーマンによって怪物の姿にされた」と告げられ、スパイダーマンと袂を分かった。
第34話「カーネイジ」ではピーターに取り付いた一片をハリーが家族、一心同体だと言って、ピーターの体から自らに移し、グリーンゴブリンを倒すべく共に戦った。
第65話（第64話）「異次元のスパイダーマン パート4」では、記憶を失った父に寄り添った。
第4シーズン（シーズン4）から、アイアン・パトリオットのアーマーを元に開発されたアーマーを着て「パトリオティア」としてヒーロー活動を開始。第86話「アンチ・ヴェノム」では、パトリオティアとしてエージェント・ヴェノムとともにスパイダーマンの任務に参加したが、ドクター・オクトパスにより変異したヴェノムを寄生され、アンチ・ヴェノムとなり、触れるだけでエージェント・ヴェノムにダメージを与え、超人的な力を発揮して二人を苦戦させた。その後、過剰な陽イオンとの接触でアンチ・ヴェノムは活動を停止し、ハリーは昏睡状態となった。
第93話、第94話、第95話（第91話、第92話、第93話）「カーネイジの脅威 パート1-3」ではカーネイジの大発生を止めるべく、復活したアンチ・ヴェノムが自らカーネイジの巣に向かい、放出されたハリーはスパイダーマンに助けられた。以降は再びパトリオティアとして活動し、第4シーズン（シーズン4）最終話である第104話「卒業の日 パート2」ではシールド・アカデミーに入学している。
フィル・コールソン
声 - 山本兼平 / 英：クラーク・グレッグ
S.H.I.E.L.D.のエージェント。ピーター・パーカーの通う高校の校長代理として、校内でのヒーローチームを監督している。何の説明もなく途中から登場しなくなった。
メイとは良い関係を築いている模様。
メイ・パーカー（メイおばさん）
声 - 水野ゆふ / 英 - ミスティ・リー
ピーター・パーカーの伯母。原作に比べるとかなり若いキャリアウーマンで、仕事やカルチャーセンター通いで家を留守にしていることが多い。
第77話「真のチャンピオン決定戦 パート3」で、実はスパイダーマンの正体を知っていたことが明らかになった。
フラッシュ・トンプソン / エージェント・ヴェノム
声 - 後藤光祐 / 英：マット・ランター
ピーター・パーカーのクラスメイトであるジョックの少年。実はスパイダーマンの大ファン。幼い頃からピーター等を相手に弱い者いじめをしていたが、自分がいじめていた同級生のアレックスがライノと化し復讐されそうになったことで反省し、スパイダーマンの助言により改心する。
第4話「寄生生物 ヴェノム」でヴェノムに寄生されたが、その際ヴェノムは別の宿主を求めてフラッシュから離れた。その後、第86話「エージェント・ヴェノム」で再びヴェノムに寄生された際遺伝子レベルでの結合を果たして完全な共存関係になり、スパイダーマン同様クモ糸を出せるほか、ビートルから奪ったミサイル射出装置などを自分のものにすることができるようになった。しかし共存関係になったが故にヴェノム状態は解除出来ない為（顔を露出させることは可能）S.H.I.E.L.D.から出ることは許されず、通常の生活は出来なくなり、ニュー・ウォーリアーズへ加入することとなった。
第4シーズン（シーズン4）の第84話「エージェント・ヴェノムを救え」において、ヴェノムとの一時的な分離が原因で外見が変わった。

#### ウェブ・ウォーリアーズ
第3シリーズ第62話、第63話、第64話、第65話（第61話、第62話、第63話、第64話）「異次元のスパイダーマン パート1-4」で登場する、異次元世界のスパイダーマンたち。異次元世界のスパイダーマンのDNA採取をもくろむグリーン・ゴブリンを追うピーターとそれぞれの世界で共闘。最終的にはDNAを元にパワーアップしたスパイダーゴブリンと戦うためにピーターの世界で全員が集合した。第4シリーズ第96話、第97話、第98話、第99話（第94話、第95話、第96話、第97話）「異次元のスパイダーマン、再び パート1-4」でも一部の者が登場。このほか「スカーレット・スパイダー」と新たなる「異次元世界のスパイダーマン」たちについても、便宜上この節に記載する。
ペトラ・パーカー / スパイダーガール
声 - 平井祥恵 / 英：オリヴィア・ホルト
女性と男性が入れ替わった異次元の世界でスパイダーマンとして戦う「女スパイダーマン」。彼女の世界にはグリーンゴブリンやニック・フューリー、ジェイ・ジョナ・ジェイムソンといったキャラクターの女性版も存在する。
スパイダーマン2099
声 - 荒井勇樹 / 英：フレディ・ロドリゲス
異次元の未来世界で伝説のヒーロー「スパイダーマン」の再来として戦うヒーロー。スパイダーマンに似た能力を持っているが、壁に張り付く能力はないため代わりに鋭い爪を壁に突き立てている。スパイダーマンスーツは金属繊維製。彼の世界は通常の2D作画ではなく3DCGアニメで表現されている。
原典はコミック版『スパイダーマン2099』の世界のスパイダーマン。
スパイダーマン・ノワール
声 - 古賀明 / 英：マイロ・ヴィンティミリア
1930年代のアメリカ（禁酒法時代）風のモノクロの異次元世界のピーター・パーカー。彼の着るスパイダーマンスーツは軍服のようなデザインになっており、彼の世界ではその上にトレンチコートを着こみソフト帽をかぶっている。本来の世界のピーターとは異なり孤独を好み口数は少なく、ハードボイルド的な雰囲気を漂わせている。
第4シーズン（シーズン4）にも登場。シージ・ペリルスの欠片をめぐってスパイダーマンと共闘し、シージ・ペリルスの力が解放されたため、彼の世界は色がついた。
原典はコミック版『マーベルノワール』の世界のスパイダーマン。
ピーター・ポーカー / スパイダー・ハム
声 - 田谷隼  / 英：ベンジャミン・ディスキン
1960年代の低児童向けアニメ（カートゥーン）風のコミカルタッチで人間のように暮らす動物たちの世界にいるブタ・ポーカーが、ビタミンたっぷりのクモが入り混んだメイおばさん特製パンケーキを食べた結果クモの力を得たヒーロー。アニマルアベンジャーズの一員として悪党と戦っていた（ネズミのアイアンマン「アイアンマウス」も登場する）。
原典は動物パロディコミック『スパイダーハム』。なお、第20話「スパイダー・ハム」でも、スパイダーマンがロキの魔法でブタに変えられた際に同じ姿になっている（デザインには差異がある）。
スパイダー・ナイト
声 - 森田了介 / 英：クリストファー・ダニエル・バーンズ
西洋の中世を思わせる異次元のスパイダーマン。蜘蛛の紋章が入った赤い甲冑を身にまとった騎士であり、スパイダーマンと同様に壁に張り付く力がある。同様のデザインのアーマーを着用した特殊能力はない馬「スパイダー・ホース」を所有し、甲冑はグリーンゴブリンのマシンの針が刺さらないほど防御力が高く、篭手にはウェブシューターや刀・弓矢が収納されている。
マイルス・モラレス / スパイダーマン / キッド・アラクニッド
声 - 朝比奈拓見 / 英：ドナルド・グローヴァー→オージー・バンクス
現代のニューヨークによく似た異次元に生きる13歳の黒人少年。その世界では先代のスパイダーマン（ピーター・パーカー）が世界を救った際に死亡しており、スパイダーマンと同様のパワーを持っているのに戦いに加わらなかった後悔から新たなスパイダーマンとなった。
第4シーズン（シーズン4）ではグリーンゴブリンとの交戦により元の次元に帰れなくなったためピーターたちのいる次元に留まり、ピーターと区別するために「キッド・アラクニッド」と名乗るようになった。
スーツは黒を基調に赤い線で蜘蛛の巣模様が入っており、ピーターにはない保護色による透明化と手から発する「ベノムブラスト」で敵を痺れさせる能力を持つ。
原典はコミック版『アルティメット・スパイダーマン』の世界の2代目スパイダーマン。
ベン・ライリー / スカーレット・スパイダー
声 - 大泊貴揮 / 英：スコット・ポーター
第79話「ヒドラの攻撃 パート1」終盤で、ヒドラに占領・改造されたヘリキャリアから脱出したスパイダーマンを救出した人物。
初対面のスパイダーマンに、「初代スパイダーマン」と名乗った。
第87話「ハイドロマン」では、スパイダーマンの自宅のそばに現れたハイドロマンからメイおばさんを守るべく誘導した。ハイドロマン捕縛後、ピーターのおじの名前をとってベンと名付けられた。
実はドクター･オクトパスとつながっていた本当のスパイであり、シニスター・セブンの一員であった。ドクター・オクトパスを「家も無かった自分にパワーをくれた恩人」と感じており、スパイダーマンを一度は裏切る。しかし、メイおばさんの説得やピーター達との思い出から見捨てられずドクター・オクトパスに謀反する。最後はスパイダーマンとメイおばさんを脱出させて自身は崩壊するオクトパスアイランドを街から遠ざけるために残り海底に没し、生死不明となった。
実は生還しており、第100話（第99話）「スパイダー・スレイヤーズ パート1」で再登場。自身の記憶を取り戻すため、ドクター・オクトパスのラボに来たところでスパイダーマンと再会。ドクター・オクトパスを発見して問い詰めるが記憶はヒドラ・アイランドにあると言われ、彼を伴ってヒドラ・アイランドに乗り込むが、そこでスレイヤーズと遭遇。自分はシンセゾイドにスパイダーマンのDNAを多量に配合して創られた存在であるということ、スレイヤーズの指揮官となるべく作られたということをドクター・オクトパスから聞き驚愕する。そして出自の特性上、スパイダーマンを倒すという目的を遂行するために一度は生まれ持った闇に屈したかに見えた。しかしスパイダーマンの厚い信頼もあって彼は己の闇に打ち勝ち、ウェブ・ウォーリアーズのベン・ライリーとして生きる道を選択した。
ウルフ・スパイダー
声 - 杉村憲司 / 英：クリストファー・ダニエル・バーンズ
第4シリーズに登場。多次元世界崩壊の危機を食い止めるカギとなる秘石「シージ・ペリルス」のカケラを集めようと、再び様々な異世界を巡るスパイダーマンとキッド・アラクニッドの前に立ちはだかる「謎のスパイダーマン」。彼もシージ・ペリルスを集めており、スパイダーマンの正体も知っている。
正体はスパイダーマンが悪党になっている次元のピーター・パーカー。シージ・ペリルスを使って全次元のスパイダーマンの生命エネルギーを吸収し、唯一無敵のスパイダーマンになろうとしたが、他のスパイダーマンたちの生命エネルギーは悪党の彼にとって毒であり、エネルギーの暴走で砕け散った。
ブラッド・スパイダー
声 - 宮本淳  / 英：ベンジャミン・ディスキン
第4シリーズに登場。バンパイアが支配する世界でバンパイアと戦うスパイダーマン。彼のウェブシューターには対バンパイア用の針射出機能がついている。
ウェブ・ビアード
声 - 宮本誉之　/ 英：ウィル・フリードル
第4シリーズに登場。スパイダー・ハムの「トゥーン・ワールド」に良く似たタッチで登場する「海賊スパイダーマン」。海賊ヒゲを生やし、いかにも「大海賊」のようにふるまうが、この言動は海賊らしく振舞うための演技であり、実際の性格とは異なる。
ウェブ・スリンガー
声 - 竹田雅則 / 英：トロイ・ベイカー
第4シリーズに登場。西部劇のような世界で保安官ドック・オック・ホリデーと戦う「荒野のスパイダーマン」。テンガロンハットにポンチョをまとい、バンダナのようなマスクを口元に巻くなど、カウボーイらしい服装をしている。ウェブシューターはなく、クモ糸を発射する銃を2丁携帯している。不利な時は逃げようとするなど正義漢らしくない言動をするが、この世界を訪れたスパイダーマンとキッド・アラクニッドの協力を受けて、ドック・オック・ホリデーが操っていたファントム・ライダー（正体は真の保安官ベンおじさん）を救う事ができた。
グウェン・ステイシー / スパイダー・グウェン
声 - 優希知冴 / 英：ダヴ・キャメロン
第4シリーズに登場。マイルス・モラレスの世界のスパイダーウーマン。クモのパワーはないため、マグネットブーツとデジタル・スパイダーセンスでスパイダーマンの能力を再現している。
マイルスがいなくなったため彼に代わり街を守るためスパイダーウーマンとなった。マイルスの世界の初代スパイダーマンであるピーターとは友人であった。ピーターの伯母であるメイおばさんが彼女を補佐している。
パンク・スパイダー
声 - 陣谷遥 / 英：ドレイク・ベル

#### ニューウォーリアーズ
第3シーズン（シーズン3）にてスパイダーマンが中心となって結成した若手ヒーローチームで、アイアンフィストをはじめとするレギュラー4人や、エージェント・ヴェノムも含まれる。全員シールド・アカデミーに通っている。
アマデウス・チョー / アイアン・スパイダー
声 - 岩端卓也 / 英：エリック・バウザ
第57話「次世代のアイアン・スパイダー」にて初登場。ピーターの同級生にして、本作の世界における「7番目の天才」。
フューリーがチームメンバーの候補に挙げておりスパイダーマンにスカウトに行かせるが、チョーには飛び級で転校してきてから成績トップの座をとられていたためスパイダーマンはあまり乗り気ではなかった。
しかし第5話「アイアン・スパイダー誕生」でアイアンマンがスパイダーマンのために製作したが彼には全く使いこなせていなかった「アイアン・スパイダー・アーマー」を勝手に着用したとはいえ完璧に使いこなしてタスクマスターを撃退したことからスパイダーマンにも認められ、チームに加入する。
アーマーは時々改良しており、第4シーズン（シーズン4）からはデジタル・スパイダーセンスも付けている。
ダガー
声 - 下山田綾華 / 英：アシュリー・エクスタイン
クロークのパートナーであるヒロイン。名前の通り、聖なる光の短剣の力を持っている。
クロークやヒーローチームがドルマムゥに洗脳された際、その力で浄化させ更にパワーアップさせた。
その後、タスクマスターに唆され一時敵として現れるが、和解した。
クローク
声 - 内野孝聡 / 英：フィル・ラマール
ダガーのパートナーである黒人男性。ワープ能力を持っている。力を使いすぎると時間が経つまで力が使えない。
ケイザー
声 - 岡井克升 / 英：スティーブン・ブルーム
南極大陸にある恐竜などが闊歩するジャングル地帯「サベッジランド」で育った野生児で、幼少時に家族を失って以来サーベルタイガーのザブーと一緒に暮らしてきた。タスクマスターに次世代のウルヴァリンと評されるほどの身体能力の持ち主。タスクマスターとクレイヴンによってザブーを捕えられる窮地に陥るが、スパイダーマンとウルヴァリンの二人によって助けられた。その後、ニューウォーリアーズ入りし、長年暮らしてきたサベッジランドを離れることになった。
ドリーン・グリーン / スクイレル・ガール
声 - 冨田泰代 / 英：ミスティ・リー
リスを統率する能力を持つ若手スーパーヒロイン。

### ゲストヒーロー

#### アベンジャーズ
アイアンマン
声 - 川原慶久 / 英：エイドリアン・パスダー
スターク・インダストリーズの社長。
第5話「アイアン・スパイダー誕生」にて初登場し、スパイダーマンのためにアイアン・スパイダー・アーマーというパワードスーツを作成した。
第22話「ドクター・オクトパスの逆襲」では、ドクター・オクトパスのハッキングに遭い、自社のデータを盗まれるという被害に遭った。
第75話、第76話、第77話、第78話「真のチャンピオン決定戦 パート1-4」では1回戦に登場。クレイブンの罠にかかってモルテンマンに電気系統を焼かれ敗北。
JARVIS
声 - 山本善寿 / 英：フィル・ラマール→デビッド・ケイ
アイアンマンの執事である人工知能。
キャプテン・アメリカ
声 - 丸山壮史 / 英：ロジャー・クレイグ・スミス、クリス・コックス（第43話（第44話）「ガーディアンズ・オブ・ザ・ギャラクシー」のみ）
アベンジャーズの代表者であるスーパーヒーロー。第23話ではスパイダーマンらヒーローチームの訓練をした。コールソンの扱いが上手い。
第75話、第76話、第77話、第78話「真のチャンピオン決定戦 パート1-4」では2回戦に登場。イミィルに倒される。
第93話、第94話、第95話（第91話、第92話、第93話）「カーネイジの脅威 パート1-3」ではカーネイジによってアベンジャーズが全滅してしまった中唯一ピンチを切り抜けており、スパイダーマンの助っ人としてカーネイジに取り憑かれたハルクやカーネイジ達を相手にニューウォーリアーズの面々と共に奮戦した。
ソー
声 - 藤真秀 / 英：トラヴィス・ウィリン
第10話（第9話）「ロキと霜の巨人」にて初登場。この際ノルンストーンの魔力によってカエルの姿にされた。
第75話、第76話、第77話、第78話「真のチャンピオン決定戦 パート1-4」では4回戦に登場。スパイダーマンたちの囮を引き受けて奮戦する。
ハルク
声 - 櫛田泰道 / 英：フレッド・タタショア
ニューヨークにZzzaxを追ってやってきた大男。第7話「独占インタビュー」でスパイダーマンと出会い、周囲に誤解されながらもZzzaxを倒した。このとき、スパイダーマンを虫男と呼び、ぶん殴るのがうまいから気に入った、と言っていた。
第19話「ハルクのウイルス感染」で再登場したときはファランクスに寄生され体調を崩し、スパイダーマンに自宅へかくまわれた。その後、スパイダーマンの提案によりS.H.I.E.L.D.のヘリキャリア内に住んでいたが、第40話「超人スパイダー・ハルク」でメスメロによりスパイダーマンと精神が入れかわる珍事に見舞われたことが原因で、S.H.I.E.L.D.を去った。
第3シーズン（シーズン3）以降ではアベンジャーズの一員として登場しているほか、第67話「ライノの怒り」ではライノの更生にも携わった。
第75話、第76話、第77話、第78話「真のチャンピオン決定戦 パート1-4」では1回戦に登場。クレイブンの罠にかかって倒される。
第93話、第94話、第95話（第91話、第92話、第93話）「カーネイジの脅威 パート1-3」ではカーネイジによって取り憑かれておりキャプテンアメリカやスパイダーマンを苦戦させたが、後から駆けつけたダガーの浄化能力でカーネイジを引き剥がされ正気を取り戻すもそのまま寝てしまった。
ハルク役を演じているタタショアはディズニーXDの舞台裏インタビューで、バナーの人格がハルクと同化した結果、ハルクが落ち着いた性格になったと話している。また、ハルク自身は子供じみた性格ながらも、善悪の区別はついている。なお、原語版での一人称はハルクだが、日本語版での一人称は俺。
スパイダーマン・ノワールのいる世界では、ミスター・フィクシットという名前でギャングとして活動していたが、仲間想いで優しさを見せる一面もあり、最終的には事情を知ったスパイダーマン・ノワールと和解し、協力関係を築いた。
ホークアイ
声 -中尾一貴 / 英：トロイ・ベイカー
弓の名手。第30話（第31話）「ホークアイ」にてスパイダーマンと組んだ際、ジョークが通じない為衝突が絶えなかったものの最終的にはパートナーとして認める。
ブラック・ウィドウ
声 - 木下紗華 / 英：ローラ・ベイリー
アベンジャーズのメンバーの一人である女性。
第75話、第76話、第77話、第78話「真のチャンピオン決定戦 パート1-4」では3回戦に登場。アブソービングマンを倒し、スパイダーマン以外で唯一倒されなかったヒーローとなった。
アントマン / スコット・ラング
声 - 阪口周平 / 英：グラント・ジョージ
アベンジャーズの一員で、第68話「アントマン」にて初登場。通常の強さを保ったまま身体のサイズを変えられるほか、アリを操ることも可能。ドクター・ストレンジのファン。

#### その他のヒーロー
ウルヴァリン
声 - 乃村健次 / 英：スティーブン・ブルーム
第9話（第10話）「スパイダーマンはウルヴァリン?」にて初登場。メスメロの手によりスパイダーマンと精神を入れ替えられた。第4シーズン（シーズン4）では名前のみ登場。
ドクター・ストレンジ
声 - 木下浩之 / 英：ジャック・コールマン→リアム・オブライエン
第12話（第13話）「ドクター・ストレンジ」にて初登場した魔術師。時折クン・ルンに訪れるようで、アイアンフィストとは知り合いであった。
ハワード・ザ・ダック
声 - / 英：ケビン・マイケル・リチャードソン
二足歩行のアヒルで、シリーズを通じてゲスト出演を果たした。第4シーズン（シーズン4）にも別世界のハワードである海賊「パイレーツダック」が登場する。
サンドラ
声 - 甲斐田裕子 / 英：タラ・ストロング
ドク・サムソン
声 - / 英：スティーブン・ブルーム
キャプテン・ウルトラ (英語版) 
声 - / 英：カム・クラーク
第18話「レッキング・クルーとの戦い」にて初登場。
ファルコン
声 - 山本兼平 / 英：バンパー・ロビンソン
ウィザー
声 - 中村浩太郎 / 英：ロバート・パトリック
キャプテンアメリカの戦友である老年の男性で、シールド・アカデミーの教官を務めている。超高速移動を武器にヒーロー活動を行ってきた。
マダム・ウェブ
声 - 土井真理 / 英：クリー・サマー
第90話「マダム・ウェブ」にて初登場を果たした人物。
無数の可能性の中から起こる可能性が高いものを抽出して未来を予知する能力を持つ。
第96話、第97話、第98話、第99話（第94話、第95話、第96話、第97話）「異次元のスパイダーマン、再び パート1-4」では、ピーターに多次元世界崩壊の危機を知らせ、彼らの次元間移動の補助をした。
ムーンナイト (英語版) 
声 - / 英：ディードリック・ベイダー
ガーディアンズ・オブ・ザ・ギャラクシー
ピーター・クイル/スター・ロード
声 - 影平隆一 / 英：クリス・コックス
ガーディアンズ・オブ・ザ・ギャラクシーのリーダー。
グルート
声 - 丸山壮史、祐仙勇 / 英：マイケル・クラーク・ダンカン→ケビン・マイケル・リチャードソン
木のような姿をした異星人で、樹木に同化することも可能。
第4シーズン（シーズン4）ではウェブ・ビアードらが乗る巨大な海賊船に加工されて登場した。
ロケット・ラクーン
声 - 多田野曜平、佐藤せつじ（第4シーズン） / 英：ビリー・ウェスト→トレバー・デュバル
ノヴァの師匠である、二足歩行するアライグマ。
第4シーズン（シーズン4）ではウェブ・ビアードの部下の一人として登場した。
ドラックス・ザ・デストロイヤー（Drax the Destroyer）/アーサー・ダグラス（Arthur Douglas）
声 - 福地将章 / 英：デビッド・ゾボロフ
ガモーラ
声 - 西島麻紘 / 英：ニカ・フッターマン
ハウリング・コマンドーズ
ニック・フューリーの指揮下にある怪物軍団。
フランケンシュタインズ・モンスター
声 - / 英：ケビン・マイケル・リチャードソン
ハウリング・コマンドーズのメンバーで、銃火器の扱いに長けた大男。
ウェアウルフ・バイ・ナイト
声 - / 英：ロス・リンチ
高い身体能力と嗅覚を武器とする狼男。ベジタリアンを自称する。
エリック・ブルックス/ブレイド
声 - / 英：テリー・クルーズ
吸血鬼ハンター。第3シーズン（シーズン3）以降は登場しない。
マンシング
ヘドロで構成されたヒーローで、ヘドロが多ければ多いほど巨大化し、力も増す。喋ることは不可能だが、コミュニケーションをとることは可能。
インビジブルマン
透明人間。他メンバーが戦闘を行っている間、メイおばさんの自宅の警護に当たっていた。
インヒューマンズ
地球外文明・クリー帝国がDNAを操作して生み出した超人種族の末裔による国家。トライトン以外のメンバー全員がブラックボルトの弟・マクシマスの洗脳を受け、本拠地であるアティランをニューヨークに墜落させようとしていた。
トライトン
声 - 小田柿悠太 / 英：ジェームズ・アーノルド・テイラー
インヒューマンズのメンバーである魚人で、シールド・アカデミーに交換留学生として編入した。マクシマスの陰謀が原因でS.H.I.E.L.D.関係者からはスパイではないかと疑われたが、スパイダーマンと協力してアティラン墜落を阻止し、インヒューマンズからの大使として認められた。
ブラックボルト
声 - 増元拓也 / 英：フレッド・タタショア
インヒューマンズの国王。囁くだけでも声が衝撃波になってしまうため、必要がない限り一言もしゃべることはない。
メデューサ
声 - 根本圭子 / 英：メアリー・フェイバー →ローズ・マッゴーワン
インヒューマンズのメンバー。自らの長髪を自在に操る美女。
ゴーゴン
声 - / 英：ノーラン・ノース
下半身がヤギのようになっているインヒューマンズのメンバー。スパイダーマンも認める怪力を持つ。
カルナク
声 - 菅原雅芳 / 英：フレッド・タタショア
インヒューマンズのメンバーである武術の達人で戦術家。
ロックジョー
テレポート能力を持つインヒューマン王家のペット。ブルドッグに似ているが非常に大きく頭に音叉型の角がある。命令は口笛で伝える。
S.M.A.S.H.
シー・ハルク/ジェニファー・ウォルターズ
声 - 阿川りょう / 英：エリザ・ドゥシュク
ハルクのいとこであるヒロイン。
レッドハルク/サンダーボルト・ロス
声 - 松田健一郎 / 英：クランシー・ブラウン
ハルクの仲間である赤い大男。怒りに比例して体温が上がる特性を持ち、これを利用して高温を発することが可能。
第75話、第76話、第77話、第78話「真のチャンピオン決定戦 パート1-4」では2回戦に登場。サンドマンを倒すが、ブラスターに倒される。
スカー
声 - 鈴木雄二 / 英：ベンジャミン・ディスキン
ハルクの仲間である、長髪の男性。得物は刀。片言でしゃべる。
ファンタスティック・フォー
ベン・グリム / ザ・シング
声 - / 英：デイヴ・ボート

### 敵
グリーンゴブリン/アイアン・パトリオット/ノーマン・オズボーン（Norman Osborn）
声 - 安井邦彦 / 英：スティーヴン・ウェバー
ハリーの父で、ドクター・オクトパスを傘下に置いて悪事を働いていた。一時はアンドロイドドラゴンマンを多数動員して、ブラックスパイダーマンであるハリーのヒーロー活動を演出していた。
第25話「衝撃の事実」では、かねてより恨まれていたオクトパスにヴェノムとスパイダーマンの血の混合物を注入され、グリーンゴブリンという怪物に変貌した。グリーンゴブリンに変異した後、息子に会いに行くとして彼の高校を訪れた後、S.H.I.E.L.D.の戦闘機をのっとってヘリキャリアに殴りこんだ。一時はスパイダーマンらに追い詰められたものの、彼が殺すのを躊躇い、逃亡を許す結果となった。
その後、一時は元の姿に戻り、罪滅ぼしのためにアイアンマンによく似たアーマーを着用して「アイアンパトリオット」と名乗ってヒーロー活動をしていたが、アーマーを着用してパワーアップしたシニスターシックスとの戦いでドクター・オクトパスに再び薬物を投与され、グリーンゴブリンに戻ってしまう。
第62話、第63話、第64話、第65話（第61話、第62話、第63話、第64話）「異次元のスパイダーマン パート1-4」ではあらゆる次元のスパイダーマンのDNAを採取し、元の世界に戻って自らに投与してパワーアップした。スパイダーマンとの交戦中のトラブルで異形化し、スパイダー・ゴブリンを名乗り、クモ糸の射出および酸性の唾液を吐く能力を手に入れた。スパイダーマンの要請を受けたエレクトロによりパワーを吸い取られ元のオズボーンに戻り、数年間分の記憶を失い、スパイダーマンの正体に関する記憶も失った。第4シーズンでは息子と良好な関係を築いており、自作のワクチンを服用したため薬物を投与されてもグリーンゴブリンに変身することはなくなった。
マイルス・モラレスの世界のグリーンゴブリン
声 - 藤原貴弘 / 英：スティーヴン・ウェバー
第3シーズン（シーズン3）で初登場したマイルズ・モラレスの世界にいたグリーンゴブリン。本作の世界のグリーンゴブリンよりも大柄でパワーもあり、頭部の角や背中の羽、口からの炎などドラゴンを思わせる姿と能力を持つ。第4シーズンではドクター・オクトパスとヒドラによってピーター達の世界に召喚されるが、自分を手下にしようとした彼らを逆に圧倒し奪い取った次元移動装置の力で世界を破壊しようとしたため、マイルスによって装置を破壊され元の世界には戻れなくなってしまったが、その際にドクター・オクトパスとの「スパイダーマンを倒す」という理解が一致しシニスターセブンの一員に加わることとなった。
マイルスによれば正体はピーターの世界と同様にノーマン・オズボーンとのこと。
トラップスター
声 - / 英：スティーヴン・ウェバー
のりを射出する銃を操る悪党。第1話でスパイダーマンと戦った際に周囲に大被害をもたらし、ピーターがS.H.I.L.D.にスカウトされるきっかけとなったヴィラン。最終話である第104話「卒業の日 パート2」エピローグにも登場したがスパイダーマンによってあっさり退治され、ニック・フューリーはピーターが「究極のスパイダーマン」になったと太鼓判を押した。
ウィザード
声 - / 英：トム・ケニー
ユリシーズ・クロウ
声 - / 英：マット・ランター
Dr.ドゥーム
声 - / 英：モーリス・ラマーシュ
第3話「邪悪な王 ドクター・ドゥーム」で初登場して以来敵として登場するが、時々ピーターの想像の中にアイアンマンやハルク、ソーたちと共に現われる。
ヴェノム
ドクター・オクトパスによってスパイダーマンの生体サンプルから作られた存在で、ドクター曰く純粋な敵。本来はノーマンが作ろうとしていたスパイダーマンのパワーを持つ軍隊に使う予定だったが逃げ出し、フラッシュやノヴァ、パワーマン、アイアンフィスト、スパイダーマンに取り付いた。最終的に倒されたが、まだ一片が残っており、その力を目の当たりにしていたハリーによって持ち帰られた。
カーネイジ
声 - / 英：ディー・ブラッドリー・ベイカー
DNAを改変された寄生生物を人間に取りつかせたことによって誕生した存在。
第34話「カーネイジ」にて登場した個体は、グリーンゴブリンによってハリーから抽出され、DNAをいじられた寄生生物を強制的にピーターへ寄生させられた存在であるため、ピーターとしての意思は持たず、理性が欠けており、コミュニケーションも叫び声をあげるだけである。S.H.I.E.L.D.へスパイダーマンを捕らえに行けとゴブリンに命じられ（取り付かれている本人がスパイダーマンだということは、うっすら気が付きかけたものの、グリーンゴブリンにはわかっていない）、実際にアイアンフィストたちを襲いに行ったが、偶然居合わせたハリーによってシンビオートをはがされ、代わりにハリーがヴェノムになった。
第4シーズン（シーズン4）第93話、第94話、第95話（第91話、第92話、第93話）「カーネイジの脅威 パート1-3」で登場した個体は、モービウスがドクター・オクトパスへの仕返しとして、DNAを改変したシンビオートに取りつかせた結果、ドクター・オクトパスから独立する形で誕生した。エージェントベノムとスパイダーマンを苦戦させた末、肉体をわざと飛散させて、ラボの外にいた人々や駆け付けたS.H.I.E.L.D.関係者に寄生することで増殖した。アンチヴェノムの捨て身の攻撃で一時は収まったと思われたが、実際はメリージェーンに取りついていた。
リビング・レーザー
声 - / 英：キース・ザラバッカ
元スターク・インダストリーズ社員で、自らをレーザー状のエネルギー体にしてアイアンマンのアーマーやアイアン・スパイダー・アーマーを乗っ取るなどの悪事を働いた。
タスクマスター
声 - 斉藤次郎 / 英：クランシー・ブラウン
第6話「体育教師の正体」にて初登場。
他者の動きを瞬時にコピーすることが可能であり、様々な武術を自らのものにしてきた。ドクター・オクトパスの命でスパイダーマンの秘密を探りにピーターらが通う高校へ体育教師として潜入していた。なお、体育教師としての顔は本来の顔ではなく、劇中では素顔を見せることはなかった。
第41話（第42話）「アルティメット・デッドプール」で再登場した際は、デッドプールに翻弄された。
第3シリーズでは続々と現れる新世代ヒーローたちを自分の手下にしようと暗躍しており、「ニュー・ウォーリアーズ」ではサンダーボルツという組織を結成していた。
Zzzax
声 - / 英：ディー・ブラッドリー・ベイカー
電気から組成されるエネルギー生命体で、作中では「エネルギー男」と呼ばれた。
ハルクに追われ、最後はスパイダーマンの案によって動いたS.H.I.E.L.D.によりフィードバックを起こして退散した。
第75話、第76話、第77話、第78話「真のチャンピオン決定戦 パート1-4」では3回戦で登場。スパイダーマンに水に落とされて敗北する。
セイバートゥース
声 - / 英：ピーター・ルーリー
ウルヴァリンの宿敵。
ナイトメア
声 - 杉村憲司 /英：マーク・ハミル
第12話（第13話）「ドクター・ストレンジ」にて初登場した、ドリームディメンションの王。
ワールウィンド
声 - / 英：トム・ケニー
風を操る悪党。第13話（第12話）「スパイダーマンの休日」にてドクター・オクトパスによるスパイダーマン分析の為に街を破壊するも、スパイダーマンに敗北した。
ジャガーノート
声 - / 英：ケビン・マイケル・リチャードソン
鎧を着た巨漢で、「俺は無敵のジャガーノートだ!」が口癖。スパイダーマンをやたらと敵視する。第14話「科学フェアの災難」でスパイダーマンらと対峙した際、オーサム・アンドロイドの被害に遭う。
オーサム・アンドロイド
声 - /英：ケビン・マイケル・リチャードソン
第14話「科学フェアの災難」にて登場。通称アンディ。科学フェアの出し物に困ったピーターがS.H.I.E.L.D.から持ち出したもの。
ピーターが持ち出したときは、煉瓦のような直方体にすぎなかったが、会場周辺のゴミや他の展示物を食べて巨人化していった。
コールソンによると、アンディの搭載されている人工知能は2歳児程度の知能しかないが、桁違いのパワーを誇る。
摂取（接触）した物質に反応し、冷気に触れると縮むことにパワーマンが気付き、スパイダーマンが体内に入って冷却装置を使って一気に冷却することで元のサイズに戻した。
サンドマン
声 - 佐藤美一 / 英：ディー・ブラッドリー・ベイカー
第17話「雪の日のバカンス」にて初登場。
砂を操る悪党で、逃走中にミュータント化した。子供の姿、大人の姿、サンドマン本来の姿、砂人間と、いくつかの種類の姿になれる。
陸地が広ければ広いほど力を増すことから、フューリーによってとある無人島に捨てられて以来フューリーをひどく憎んでいた。寂しさのあまり、無人島を訪れたピーターらの目の前に子供の姿であわられ、「かくれんぼをしよう」と誘うも、登場や誘い方を怪しんだピーター達に断られて逆上した。その後、スパイダーマンのスーツの中に入っていた砂がサンドマンになり、凍った川を渡って陸地を目指したが、直前にノヴァの攻撃でガラスに変化して動かなくなった。
第75話、第76話、第77話、第78話「真のチャンピオン決定戦 パート1-4」では2回戦で登場。レッドハルクに倒される。
第4シーズン（シーズン4）では、ヴァルチャーを追って孤島に来たスパイダーマンとアイアン・スパイダーを襲撃する。アイアン・スパイダーから悪党だと決めつけられていたが、後にドクター・オクトパスによって監禁されていて、襲った個体群もドクター・オクトパスの支配下にあるものだったことが判明した。同じく監禁されたアイアン・スパイダーの助力もあってドクター・オクトパスから解放され、スパイダーマンの計らいによってシールド・アカデミー入りした。
ロキ
声 - 三戸耕三 / 英：トロイ・ベイカー
第10話（第9話）「ロキと霜の巨人」にて初登場した、ソーの弟。
第20話「スパイダー・ハム」ではスパイダーマンへの復讐の為に再登場し、魔法でスパイダーマンを豚の姿に変え、スカージ・ザ・エクスキューショナー率いるハンター部隊に襲わせた。第53話、第54話「アベンジャーズ・スパイダーマン パート1-2」ではドクター・オクトパスと手を組み、スパイダーマンの姿でヴェノム化したアスガルドの怪物たちを率いてスパイダーマンとアベンジャーズを仲違いさせようとした。
バトロック・ザ・リーパー
声 - / 英：ロブ・ポールセン
紫色の衣装に身を包んだ悪党で、特に超能力は持っていない。金を奪った帰りにヴェノムに襲撃されて負傷し病院に搬送された際、一般人として報道された。その後も何度か登場しているが、スパイダーマンからは簡単に捕まえられる小物として扱われている。
レッキング・クルー
第18話「レッキング・クルーとの戦い」にて初登場した犯罪者4人組。アスガルド由来の魔力を秘めた道具によって超人的なパワーを発揮する。
サンダーボール
声 - / 英：シャイ・マクブライド
元科学者。魔法の力の宿った鉄球が武器。
パイルドライバー
声 - / 英：カム・クラーク
他の3人とは違い魔法の力が両腕に宿っている。
レッカー
声 - / 英：ジョン・ディマジオ
レッキング・クルーのリーダー格。魔法の力の宿ったバールが武器。
ブルドーザー
声 - / 英：ケビン・マイケル・リチャードソン
魔法の力の宿った鎧による体当たりが得意。
スコーピオ
声：フィル・モリス
テロ組織ゾディアックを率いる男性。第15話「フューリーより愛を込めて」にてヘリキャリアを占拠した。その際、ニック・フューリーの兄であることが判明した。
第44話（第45話）「ゾディアックとケイジ博士」では、パワーマンの両親をだまして研究をさせていた。
メズメロ
声 - 宝亀克寿 / 英：ドワイト・シュルツ
第9話（第10話）「スパイダーマンはウルヴァリン?」にて初登場。精神操作を得意とし、ウルヴァリンとスパイダーマンの精神を入れ替えた。
第40話「超人スパイダー・ハルク」でS.H.I.E.L.D.に拘束された状態で再登場し、スパイダーマンとハルクの精神を入れ替える実験に参加するが、トラブルに見舞われ、ヘリキャリアから脱走した。
第69話「ブリトー入手作戦」では、ショッカーをはじめとするヴィラン達を洗脳して携帯電話の電波の周波数を自らの精神操作の波長に合わせさせ、携帯電話を通じて一般市民を洗脳した。
マンウルフ / ジョン・ジェイムソン
声 - / 英：ノーラン・ノース
ジェイムソンの実子。DBCの月面基地を建てようとした際に持ち帰った宝石のせいで人狼と化してしまった。
ファランクス
声 - / 英：フレッド・タタショア
ハルクにとりついてその強さを盗もうとした地球外生命体。
スカージ・ザ・エクスキューショナー
声 - / 英：トラヴィス・ウィリン
第20話「スパイダー・ハム」で登場。ロキが豚に変化させたスパイダーマンを、アスガルドで年に一度の狩りをする日「アスガルドレア」の掟に従い仲間を引き連れ狩りに来る。
最終的にロキに騙されていたことを知り、スパイダーマンのすばしっこさに感心しつつロキを追いかけて行った。
ショッカー
声 - 蜂須賀智隆 / 英：トロイ・ベイカー
衝撃波を操る金庫やぶり。第69話「ブリトー入手作戦」にて初登場を果たした際、メスメロに洗脳され、彼の計画の片棒を担がされた。
グリズリー
声 - / 英：ジョン・ディマジオ
熊のようなアーマーを装着した悪党で、第35話「要塞ハウス」にて初登場。第69話「ブリトー入手作戦」では、ショッカー同様洗脳され操られていたところ、洗脳の解けたスクィレルガールに投げ飛ばされた。
ブーメラン
声 - / 英：ロブ・ポールセン
大小さまざまなブーメランを飛ばす悪党で、スパイダーマンからはなめられている。第69話「ブリトー入手作戦」にて初登場した際、メスメロに洗脳され、彼の計画の片棒を担がされた。
モルテン・マン
声 - / 英：ジェームズ・アーノルド・テイラー
体温が異常なまでの高温になっている悪党で、火の玉を放つこともできる。
第75話、第76話、第77話、第78話「真のチャンピオン決定戦 パート1-4」では1回戦で登場。アイアンマンを倒すが、スパイダーマンに倒される。
ドルマムゥ
声 - / 英：フィル・ラマール
ダークディメンションの王。クロークらを洗脳して地球征服を企てた。
スワーム/マイケル・タン
声 - / 英：エリック・バウザ（第37話「スワーム」）、ドレイク・ベル（第50話「帰ってきたサンドマン」）
第37話「スワーム」にて初登場した、元スターク・インダストリーズ社員。粒子レベルで人間の身体と機械を融合させる研究を行っていた。自身の研究に大きな自信を抱いていたが、その研究が周囲へ甚大な被害を与えていたことを理解できなかったため解雇された。その際、身体を粒子化して社内にとどまり、その場にいたスパイダーマンが作った追跡装置を乗っ取り、虫型ロボットの大群へと変化して、自分の研究を認めなかったアイアンマンへの復讐を実行に移した。追跡装置の原作者であるスパイダーマンが装置へアクセスできるようになっていたのが弱点となり、アイアンマンの手助けを受けたスパイダーマンにより装置を初期化され、装置から追い出された。
その後はS.H.I.E.L.D.に収容されていたが、第79話「ヒドラの攻撃 パート1」で連行されたドクター・オクトパスが密かに放った小型ロボットにより暴走し、アーニム・ゾラに利用された。
ドラキュラ
声 - / 英：コーリー・バートン
吸血鬼の王。太陽に対する耐性を得るためにアンクを狙っていた。シャドーヴァンパイアの召喚や、暗示による洗脳を行うことが可能。
ンーカンツー/リビング・マミー
声 - 烏丸祐一 / 英：オデッド・フェール
生けるミイラとなったかつてのファラオ。包帯を操ることが可能で、呪術にも長けている。ハウリング・コマンドーズの一員として、ドラキュラの魔の手からアンクを護るために活動した。だが、ドラキュラ退散後にアンクを手中に収め、ハウリング・コマンドーズを利用していたことを明かした。巨大化した状態でニューヨークに来たが、ハウリング・コマンドーズとスパイダーマンらヒーローチームの協力により倒された。
コーヴァック
声 - / 英：ジェームズ・マースターズ
アーケード
声 - / 英：エリック・バウザ
機械を操ることに長けたミュータント。離れた場所にいる他者とのコミュニケーションは顔アイコンを通じて行われている。キャプテン・アメリカとウルヴァリンとスパイダーマンの3人を相手にS.H.I.E.L.D.から無断で拝借したライフ・モデル・デコイを駆使したゲームで翻弄させた。
ウリック
声 - / 英：ケビン・マイケル・リチャードソン
タイタス
声 - / 英：JB・ブラン
第61話（第65話）「帰ってきたガーディアンズ・オブ・ギャラクシー」にて登場した虎型異星人。
マクシマス
声 - 永田昌康 / 英：ノーラン・ノース
第70話「インヒューマンズ」で登場。インヒューマンズの王、ブラックボルトの弟。トライトン以外のインヒューマンズを全員洗脳し王の座を奪い取ろうとした。
モーガン・ル・フェイ
声 - 小林優子 / 英：グレイ・デリスル
第73話「モーガン・ル・フェイとの対決」で登場。博物館にあった鎧に封じられていた魔女。
アボミネーション
声 - / 英：ロビン・アトキン・ダウンズ
ウェンディゴ
声 - / 英：ディー・ブラッドリー・ベイカー
第75話、第76話、第77話、第78話「真のチャンピオン決定戦 パート1-4」1回戦に登場。スパイダーマンに倒される。
イーミル（Ymir）
グランドマスターに召喚されたヴィラン。第75話、第76話、第77話、第78話「真のチャンピオン決定戦 パート1-4」2回戦で、キャプテン・アメリカ、アイアンフィストを倒すが、スパイダーマンに倒される。
アブソービング・マン
声 - 武虎 / 英：ジョナサン・アダムズ
グランドマスターに召喚されたヴィラン。
ブラスター（Blastaar）
声 - / 英：ジェームズ・アーノルド・テイラー
グランドマスターに召喚されたヴィラン。第75話、第76話、第77話、第78話「真のチャンピオン決定戦 パート1-4」2回戦でレッドハルクを倒すが、アイアンフィストに倒される。
テラクス
声 - / 英：ジェイムズ・C・マシス・III
アットゥマ
声 - / 英：ドワイト・シュルツ
アナイアラス
声 - / 英：ロビン・アトキン・ダウンズ
リーダー
声 - / 英：ジェームズ・アーノルド・テイラー
M.O.D.O.K.
声 - / 英：チャーリー・アドラー
シュリーク
声 - / 英：アシュリー・エクスタイン
スパイダーマンらと敵対する女悪党。第93話、第94話、第95話（第91話、第92話、第93話）「カーネイジの脅威 パート1-3」ではカーネイジに身体を乗っ取られながらもスパイダーマンに助けを求めた。
ハンマーヘッド
声 - / 英：ジョン・ポリト
スパイダー・ノワールおよびミスター・フィクシットらが敵対するギャング。シージ・ペリルスを手に入れ、自分たちの武器を強化していた。
ミスターネガティブ
声 - / 英：キーオン・ヤング
ハンマーヘッドの部下。シージ・ペリルスを手に入れた結果、エネルギーを吸い取って相手を石化させる能力を身に着け、今まで自分をこき使ってきたハンマーヘッドに反乱し、さらには町中のエネルギーを奪っていった。その後、スパイダーマンらに追い詰められ、シージ・ペリルスを没収された。
ミステリオ
声 - / 英：ポール・シェアー（クエンティン）、メアリー・ケイト・ワイルズ（フランシス）

#### ヒドラ
アーニム・ゾラ
声 - 中村浩太郎 / 英：マーク・ハミル
ヒドラの科学者で、遺伝子工学や機械工学の知識に優れており、テクノキネシスを用いることができる。精神を機械に移植したため、頭部がアンテナになっており、表情は腹部にあるテレビ画面に表示される。
キャプテンアメリカとウィザーに敗れたのちシールド・アカデミーの倉庫に保管されていたが、第66話「シールド・アカデミー」にてアマデウス・チョーの不注意で封印が解けて逃走した。かつての宿敵と交戦したのち、スパイダーマンに倒された。
第71話、第72話「アーニム・ゾラの逆襲 パート1-2」では、ニュー・ウォーリアーズをはじめとするシールド・アカデミーの面々をシンセゾイドと入れ替え、脱走してきたスパイダーマンたちと対決し、捕えたニュー・ウォーリアーズの面々の能力を盗用してスパイダーマンを苦戦させる。若く健康的なスパイダーマンの肉体を手に入れるという真の目的を果たそうとするも、精神を入れ替えようとした際にライノとエージェント・ヴェノムの妨害に遭い、さらにはスパイダーマンが捕えられた仲間の能力を借りて形勢を逆転した結果、白黒テレビの中に閉じ込められた。
第79話「ヒドラの攻撃 パート1」では、ドクター・オクトパスの助力により解放され、暴走したスウォームを用いてトライキャリアをヒドラ・アイランドに作り替えた。
シンセゾイド
アーニム・ゾラが操る、どろどろの液体から生成された人造生命体。3Dプリンターを使えば本人そっくりに生成できる上再生力も高いが、最大で2～3か月しか生きられない。
ケイン
声 - 田尻浩章 / 英 - ドレイク・ベル
ヒドラのプロジェクト・ケインにより、大量生産されたクモのDNAを持つシンセゾイドたち。そのうち一体は人語を話すことができるが、行動原理は「食べたい」という欲求のみ。手で触れたものの生命エネルギーを吸う。
スパイダー・スレイヤーズ
スパイダーマンを殺すためアーニムゾラとドクター・オクトパスが共同で産み出した3人組のシンセゾイドたち。特定人物の命令に従う。ケインに取り込まれて消滅する。
ゴースト・スパイダー
声 - 倉富亮 / 英 - ロジャー・クレイグ・スミス
透明になれる能力、物や人をすり抜ける能力、ワープ能力を持つ。
ゴライアス・スパイダー
声 - 内野孝聡 / 英 - イマリ・ウィリアムス
体表面を鋼鉄のように硬くできる。
ボーン・スパイダー
声 - 森田了介 / 英 - イマリ・ウィリアムス
骨も切り裂く鋭い棘を身体中に持っている。
バロン・モルド
声 - 広田みのる / 英：ダニー・ジェイコブス
ヒドラの悪の魔術師。
クロスボーンズ
声 - 田尻浩章 / 英：フレッド・タタショア
ヒドラに雇われていた傭兵。ゾラ無き後ヒドラのリーダーとなる。
最終話である第104話「卒業の日 パート2」ではリザードと化してスパイダーマンと対峙したが、中和剤を投与されて元の姿に戻った後は、自分の戦いではないと言ってその場を去った。
マイケル・モービウス / モービウス・ザ・リヴィング・ヴァンパイア
声 - 青木崇 / 英：ベンジャミン・ディスキン
ヒドラの科学者。第86話「アンチ・ヴェノム」で初登場した際、ドクター・オクトパスと共同で新たなシンビオートを産み出す研究をヒドラから命じられる。アンチ・ヴェノムが完成した後、スパイダーマンに追い詰められて中和剤を渡した。
第93話、第94話、第95話（第91話、第92話、第93話）「カーネイジの脅威 パート1-3」ではこれまでドクター・オクトパスがしてきたことに対する仕返しとして、完成したシンビオート「カーネイジ」を取りつかせたが、同時にドクター・オクトパスが調合した薬品を浴び、ヴァンパイアと化す。一度はラボから脱走するが、高校でカーネイジクイーンと化したメリージェーンを操り、スパイダーマンらと対峙した。薬品を浴びた直後は蝙蝠のような姿をしていたが、高校でスパイダーマンらと再会したときは、よりヴァンパイアに近い姿に変化していた。

#### シニスター・シックス / シニスター･セブン
シニスター・シックスは、ノーマン・オズボーンの下の研究者からさらに身を落としたドクター・オクトパスによって結成された、スパイダーマンを憎む悪党を集めた集団（例外的に、リザードは意識がないので、ドクターによる強制参加）。固定されたメンバーではなく、ドクター・オクトパスを中心とした6人でその都度構成される。
初めは息が合っているように見えたが、コナーズ教授としての記憶がうっすら残るリザードと、気の荒いクレイブンが衝突し、それを止める為にエレクトロが撃った電撃がライノに当たってライノが怒り、オクトパスとビートルもろとも飛ばされてチームワークが悪くなり始めた。そのままピーターの罠にライノがはまってラボが水浸しになりエレクトロがショート。自由の女神でチームと合流したピーター達に敗北。リザードは下水を通ってピーターに言葉を残して逃げたが、残りのメンバーはS.H.I.E.L.D.に捕らえられた。
その後、ドクター・オクトパスは第88話「新シニスター・シックス パート1」でシニスター・シックスより強力な集団として、シニスター・セブンを結成した。
ドクター・オクトパス
声 - 山本兼平 / 英：トム・ケニー
スパイダーマンの宿敵。第4話「寄生生物 ヴェノム」で、ノーマン・オズボーンの命令でスパイダーマンの血のサンプルからシンビオートを作り出した。
第13話（第12話）「スパイダーマンの休日」で対決するが、水中ラボで敗北。オズボーンによって水中に沈められたが、ピーターに助けられた。
その後はアイアンマンのアーマーを操ったり、リザードから逃げる為にピーターと手を組んだりと様々な悪党としての活躍をした。そして、シニスター・シックスを結成するも敗北し、S.H.I.E.L.D.に捕らえられた。
第3シーズン（シーズン3）ではフューリーの脳にナノロボットを埋め込んで操り、S.H.I.E.L.D.から脱走しようとした。
第4シーズン（シーズン4）ではヒドラと手を組んでおり、第79話「ヒドラの攻撃 パート1」でわざとスパイダーマンたちに捕まり自身を強化改造し、ナノボットを使ってトライキャリオンをヒドラアイランドに作り替えた。
第4シーズン（シーズン4）最終話である第104話「卒業の日 パート2」では、シールドアカデミーの卒業式の来場者たちを特殊なバリアで覆って監禁した。
シリーズを通じて容姿が変わっており、第3シーズン（シーズン3）までは髪を伸ばしていたが、第4シーズン（シーズン4）の第79話「ヒドラの攻撃 パート1」でスウォームを利用した結果、スキンヘッドに近い髪形になったが、第93話、第94話、第95話（第91話、第92話、第93話）「カーネイジの脅威 パート1-3」でカーネイジと分離した結果、元の容姿に戻った。その後、第101話（第100話）「スパイダースレイヤーズ パート2」でヒドラアイランドに乗り込んだ際に盗まれた自身の技術を取り込みパワーアップを果たし、原作に近い容姿に変わった。
同シリーズ第62話、第63話、第64話、第65話（第61話、第62話、第63話、第64話）「異世界のスパイダーマン、再び パート1-4」では様々な世界のドクター・オクトパスが登場。様々な立場でスパイダーマンとキッド・アラクニッドに敵対する。
なお、ドクター・オクトパスという名前は本名の「オクタビアス」をもじってピーターが命名したもので（略して「ドック・オク」あるいは「ドク・オック」）、本人はオクトパスと呼ばれているのを嫌がっている。 
タコロボット
ドクター･オクトパスが操る4本足のタコ型ロボット。
オクトパス・アイランド
リザード/コナーズ教授
声 - 阪口候一 / 英：トム・ケニー（シーズン1）→ディー・ブラッドリー・ベイカー(第2シーズン（シーズン2）)
S.H.I.E.L.D.の教授で、ピーターとは科学仲間であり、オクトパスとは顔見知りだった。初登場時は右腕があったが、グリーンゴブリンの襲撃により右腕を失った。襲撃直後にドクター・オクトパスのラボで発見したトカゲのDNAを打ち、リザードになった。リザードになったときのコナーズの意思はうっすらとしか残っておらず、凶暴な性格をしている。
シニスター・シックスの中で唯一逮捕されず、その後はS.H.I.E.L.D.の仕事に復帰した。

ブラッド・スパイダーのいる世界では吸血鬼たちの親玉となっていた。
エレクトロ
声 - 志村知幸 / 英：クリストファー・ダニエル・バーンズ
ピーターの古くからの敵。当初は原作どおりのコスチュームで発電能力を持つだけの小悪党だったが、あるとき大型ヴィジョンとクモ糸スタンガン（命名:ピーター）の影響で肉体そのものが電気と化した「エレクトロVer2.0」になり、電気を利用する全てのものを乗っ取るも、電気を使いすぎて元のエレクトロに戻り、倒された。
シニスター・シックスとしてはVer.2.0で戦ったが、Ver.2.0は全身が電気でできているため、ドクター･オクトパスのラボが水浸しになった際に一時的にショートした。ピーターによれば、また、それを聞いたエレクトロ本人によれば、口に電球を入れると明かりがつく。
第62話、第63話、第64話、第65話（第61話、第62話、第63話、第64話）「異次元のスパイダーマン パート1-4」ではグリーンゴブリンに脅されて次元移動装置の電源にされた。装置からの解放を条件にスパイダーマンの要請を受け、グリーンゴブリンのパワーを奪い取った。その後、放置されていたヘリキャリアのシステムをのっとって巨大ロボットに仕立て、ニューヨークで暴れまわったが、クモ糸スタンガンの絶縁機能で電気を防いだスパイダーマンにより、アースに触れさせられ敗北した。
クレイブン
声 - 江川央生 / 英：ディードリッヒ・バーダー
シニスター・シックスの一人である狩人。
第59話「サベッジ・スパイダーマン」では、不老不死の儀式を完成させるために必要な生贄としてサーベルタイガーを手に入れるべく、行先が同じだったタスクマスターに協力した。
ライノ
声 - 松丸幸太郎 / 英：マックス・ミトルマン（初登場時）→ダリル・サバラ
第32話（第29話）「ライノ」で初登場したひ弱な高校生。ピーターと同様にフラッシュ・トンプソンにいじめられていたが、ドクター・オクトパスの製造した犀の遺伝子薬物を手に入れ、犀の力を持つ怪力の巨人へと姿を変え、フラッシュへの復讐を果たそうとする。第67話「ライノの怒り」ではシールドに捕獲され調査を受けていたが、元の姿に戻れないと告げられた上に、エージェント・ヴェノム（フラッシュ）がヒーロー候補生としてシールドアカデミーに入学したと知って逆上して脱走。ハルクと互角の戦いを繰り広げるが、スパイダーマンとハルクの「怪物になってもヒーローになれる」との説得を受け改心し、シールドアカデミーで訓練を受けることになる。高校時代の関係からエージェント・ヴェノムとの仲は悪いが、力を合わせることもある。シニスター・シックスが台頭したことでヒーローからヴィランに戻った。それでもドクター・オクトパスにエージェント・ヴェノムが実験されそうになった際は「友達を見捨てられない」と妨害したりとシールドアカデミーへの友情は消えていない。それが原因で薬を投与され、後に登場した際に洗脳されて登場する。
最終話である第104話「卒業の日 パート2」では中和剤を投与されたことにより元に戻った。
ビートル
声 - / 英：スティーヴン・ブルーム
甲虫型のアーマーを着た雇われ犯罪者。常に台詞を発しない。第16話「エムジェイの面接日」にて初登場。何者かにジェイムソン暗殺の依頼を受けデイリー・ビューグル本社を襲撃した。
第55話「エージェント・ヴェノム」では、タスクマスターからヴェノムを回収するよう命じられ、フラッシュに接触する。
スコーピオン
声 - / 英：ダンテ・バスコ、ディー・ブラッドリー・ベイカー（ヴェノム寄生時）
クン・ルンの高僧候補生だった人物で、アイアンフィストとは面識がある。
第39話「クン・ルンへの旅」でアイアンフィストを倒そうとして失敗してクン・ルンから追い出された後、 第51話「シニスター・シックスの逆襲」でシニスター・シックスの一員として登場した。
第55話「エージェント・ヴェノム」ではヴェノム化した状態でフラッシュを襲い、助けに来たスパイダーマンによってヴェノムをはがされてS.H.I.E.L.D.に捕縛された。その際、回収を免れた一片がフラッシュにとりつき、フラッシュがヴェノム化するきっかけを作った。
バルチャー/エイドリアン・トゥームズ
声 - 烏丸祐一 / 英：トム・ケニー
第58話「バルチャー」にて初登場。ドクター・オクトパスによってハゲタカの遺伝子を組み込まれた青年で、興奮すると鳥人になり、飛行能力と口から強力な破壊力を持つ超音波を発する。悪人ではないが、改造前の失われた記憶を持たないため、自身を改造したオクトパスを恨み、自身の過去のデータを知っているグリーンゴブリンに従っている。
その後、ドクター・オクトパスに意思を奪われ、彼の手駒となる。
最終話である第104話「卒業の日 パート2」では中和剤を投与されたことにより元に戻った。
ハイドロマン
声 - 宮本克哉 / 英：ジェームズ・アーノルド・テイラー
全身を水に変えることができるヴィラン。もともとS.H.I.E.L.D.によってショッピングモールの廃墟に閉じ込められていたが、第87話「ハイドロマン」にて初登場した際に事情を知らないスパイダーマンらによって連れ出された。

### その他
ベンおじさん
声 - / 英：グレッグ・グランバーグ→クランシー・ブラウン
ピーター・パーカーの伯父。第12話（第13話）「ドクター・ストレンジ」では、ナイトメアの生み出した存在として登場し、ナイトメアからはベンおじさんの死がピーターの悪夢であると思われていたが、実際は悪夢ではなかった。
第4シリーズには「ウェブ・スリンガー」の世界のベンおじさん（声 - 秦なおき）が登場。スパイダーマンは自分の世界のベンおじさんとは別人とは知りつつも、彼の世界から去るのを少し惜しんでいた。
スタン
声 - /英：スタン・リー
ピーターたちが通う高校の用務員の男性。声・容姿がスパイダーマンの原作者であるスタン・リーに酷似している。第45話「スタン・バイ・ミー」にて、実はS.H.I.E.L.D.創設メンバーの一人で、モップを用いてリザードと互角に戦える凄腕のエージェントと判明した。第4シーズン（シーズン4）ではフィル・コールソンに代わって高校の校長になっていた。
ロビー・ロバートソン
声 - / 英：ケビン・マイケル・リチャードソン
ダメージコントロール
スーパーヒーローと悪役（スーパーヴィラン）の戦いによって破壊された町を再建する企業。創業者のマック・ポーター(声 - /英：ケビン・マイケル・リチャードソン)はこの企業のCEOでもある。第18話「レッキング・クルーとの戦い」で、スパイダーマンらは、小遣い稼ぎに来ていたスタンと共にこの企業の手伝いを行う。
デッドプール
声 - 内田岳志 / 英：ウィル・フリードル
スパイダーマンより前にヒーローチームに所属していた男性。日本語版での一人称は俺様。
長らくカメオ出演が続いたが、第41話（第42話）「アルティメット・デッドプール」にて本格的な登場を果たした。その際タイトルジャックを行い、タイトルが「ULTIMATE DEADPOOL」になった。
ロスきょうだい
第73話「モーガン・ル・フェイとの対決」で登場。ディズニーチャンネルのテレビドラマ『ジェシー!』からのゲストキャラクター。英語版の声優は俳優本人が担当した（日本語版ではドラマ版の吹き替え声優が担当）。
エマ・ロス
演：ペイトン・リスト / 声：今井麻夏
妖精の仮装をした少女で、ロスきょうだいの中では最年長。
ルーク・ロス
演：キャメロン・ボイス / 声：下田レイ
海賊の仮装をした少年。
ラビ・ロス
演：カラン・ブラァ / 声：平田真菜
魔法使いの仮装をした少年。
ズーリ・ロス
演：スカイ・ジャクソン / 声：野中藍
ドクター・オクトパスの仮装をした少女。
ジェシー・プレスコット
演：デビー・ライアン/声:宮原永海
ロスきょうだいのベビーシッター。
コレクター
声 - 野沢聡 / 英 - ジェフ・ベネット
地球人をはるかに上回る科学力を持つ不老不死の集団エルダーズ・オブ・ユニバース（Elders of the Universe）の一人。名前の通り、コレクションに執着を持つ。自ら集めた地球のヒーローを使い、兄・グランドマスター側のヴィランとの対決ゲームに臨んだ。ゲームにおいてはいつも兄に負かされていたが、駒として召喚したスパイダーマンに励まされた。
本作では第75話「真のチャンピオン決定戦 パート1」が初登場だが、世界観が共通している『ハルク: スマッシュ・ヒーローズ』の第4話「コレクター」でスパイダーマンと対決したため、面識がある。
グランドマスター
声 - 梅津秀行 / 英 - ジェフ・ベネット
エルダーズ・オブ・ユニバースの一人。コレクターの兄であり、勝負事に執着を持つ。
弟の収集したヴィランを用いたゲームをする際、メイおばさんを含む一般市民を人質に取ったため、スパイダーマンの怒りを買った。
リック・ジョーンズ
声 - / 英：セス・グリーン
リオ・モラレス
声 - / 英：マリア・キャナル・バレーラ
マイルズの母。
ジョージ・ステーシー（George Stacy）
声 - / 英：ロバート・クロットワーシー
グウェンの父。

## スタッフ

### メインスタッフ
- スーパーバイジングプロデューサー - マン・オブ・アクション、ダナ・ブートン、コート・レーン
- クリエイティブコンサルタント - ポール・ディニ、クリス・フォンダカーロ
- 監督 - アレックス・ソト（14話 - ）
- キャラクターデザイン - ゲリー・ギャラング、ウォルター・ゲイトス、ジョン・キーン、デイヴ・コプチェーク
- 背景&プロップデザインスーパーバイザー / ビジュアルエフェクト - ドン・キャメロン
- 音楽 - ケヴィン・マンセイ
- 音声監督 / キャスティングディレクター - コレット・サンダーマン
- コンサルティングプロデューサー - ブライアン・マイケル・ベンディス
- エグゼクティブ・プロデューサー - アラン・ファイン、ダン・バックレイ、ジョー・ケサダ、ジェフ・ローブ
- 共同エグゼクティブ・プロデューサー - スタン・リー、エリック・ラドムスキ
- アニメーション制作 - フィルム・ローマン
- アニメーション制作協力 - 同友アニメーション、デジタルeメイション、ムア・アニメーション
- 製作 - マーベル

### 日本語版スタッフ
- 翻訳 - 石山祐子[35][118]、瀬尾友子[35][118]
- 演出 - 鍛治谷功[35][118]
- 録音制作 - HALF H・P STUDIO[35][118]
- 制作 - ウォルト・ディズニー・ジャパン[35][118]

## 放映リスト
| 話数                               | 話数      | サブタイトル(JP)                             | 原題                                      |
| JP                                 | US        | サブタイトル(JP)                             | 原題                                      |
| シーズン1                          | シーズン1 | シーズン1                                    | シーズン1                                 |
| ---------------------------------- | --------- | -------------------------------------------- | ----------------------------------------- |
| 1                                  | 1         | 大いなる力                                   | Great Power                               |
| 2                                  | 2         | 大いなる責任                                 | Great Responsibility                      |
| 3                                  | 3         | 邪悪な王 ドクター・ドゥーム                  | Doomed                                    |
| 4                                  | 4         | 寄生生物 ヴェノム                            | Venom                                     |
| 5                                  | 5         | アイアン・スパイダー誕生                     | Flight of the Iron Spider                 |
| 6                                  | 6         | 体育教師の正体                               | Why I Hate Gym                            |
| 7                                  | 7         | 独占インタビュー                             | Exclusive                                 |
| 8                                  | 8         | ヴェノムの再来                               | Back in Black                             |
| 9                                  | 10        | スパイダーマンはウルヴァリン?                | Freaky                                    |
| 10                                 | 9         | ロキと霜の巨人                               | Field Trip                                |
| 11                                 | 11        | ヴェノムの襲撃                               | Venomous                                  |
| 12                                 | 13        | ドクター・ストレンジ                         | Strange                                   |
| 13                                 | 12        | スパイダーマンの休日                         | Me Timee                                  |
| 14                                 | 14        | 科学フェアの災難                             | Awesome                                   |
| 15                                 | 15        | フューリーより愛を込めて                     | For Your Eye Onlye                        |
| 16                                 | 16        | エムジェイの面接日                           | Beetle Maniae                             |
| 17                                 | 17        | 雪の日のバカンス                             | Snow Day                                  |
| 18                                 | 18        | レッキング・クルーとの戦い                   | Damage                                    |
| 19                                 | 19        | ハルクのウイルス感染                         | Home Sick Hulk                            |
| 20                                 | 20        | スパイダー・ハム                             | Run Pig Run                               |
| 21                                 | 21        | ボクはスパイダーマン                         | I Am Spider-Man                           |
| 22                                 | 22        | ドクター・オクトパスの逆襲                   | The Iron Octopus                          |
| 23                                 | 23        | キャプテン・アメリカの盾                     | Not a Toy                                 |
| 24                                 | 24        | コールソンのデート                           | Attack of the Beetle                      |
| 25                                 | 25        | 衝撃の事実                                   | Revealed                                  |
| 26                                 | 26        | グリーン・ゴブリンの逆襲                     | The Rise of the Goblin                    |
| シーズン2                          |           |                                              |                                           |
| 27                                 | 27        | リザード                                     | The Lizard                                |
| 28                                 | 28        | エレクトロ                                   | Electro                                   |
| 29                                 | 30        | クレイブン・ザ・ハンター                     | Kraven the Hunter                         |
| 30                                 | 31        | ホークアイ                                   | Hawkeye                                   |
| 31                                 | 32        | シニスター・シックス                         | The Sinister Six                          |
| 32                                 | 29        | ライノ                                       | The Rhino                                 |
| 33                                 | 33        | ボストンのニューヒーロー                     | Spidah-Man!                               |
| 34                                 | 34        | カーネイジ                                   | Carnage                                   |
| 35                                 | 35        | 要塞ハウス                                   | House Arrest                              |
| 36                                 | 36        | マン・ウルフ                                 | The Man-Wolf                              |
| 37                                 | 37        | スワーム                                     | Swarm                                     |
| 38                                 | 38        | ミニ・スパイダーマン                         | Itsy Bitsy Spider-Man                     |
| 39                                 | 39        | クン・ルンへの旅                             | Journey of the Iron Fist                  |
| 40                                 | 40        | 超人スパイダー・ハルク                       | The Incredible Spider-Hulk                |
| 41                                 | 42        | アルティメット・デッドプール                 | Ultimate Deadpool                         |
| 42                                 | 43        | グリーン・ゴブリンの襲来                     | Venom Bomb                                |
| 43                                 | 44        | ガーディアンズ・オブ・ザ・ギャラクシー       | Guardians of the Galaxy                   |
| 44                                 | 45        | ゾディアックとケイジ博士                     | The Parent Trap                           |
| 45                                 | 41        | スタン・バイ・ミー                           | Stan By Me                                |
| 46                                 | 46        | ゲーム・オーバー                             | Game Over                                 |
| 47                                 | 47        | ブレイド                                     | Blade and the Howling Commandos Pt. 1     |
| 48                                 | 48        | ハウリング・コマンドーズ                     | Blade and the Howling Commandos Pt. 2     |
| 49                                 | 49        | 二度目のチャンスをもらったヒーロー           | Second Chance Hero                        |
| 50                                 | 50        | 帰ってきたサンドマン                         | Sandman Returns                           |
| 51                                 | 51        | シニスター・シックスの逆襲                   | Return of the Sinister Six Pt. 1          |
| 52                                 | 52        | 究極の対決                                   | Ultimate Pt. 2                            |
| シーズン3 (ウェブ ウォーリアーズ)  |           |                                              |                                           |
| 53                                 | 53        | アベンジャーズ・スパイダーマン パート1       | Avenging Spider-Man, Part 1               |
| 54                                 | 54        | アベンジャーズ・スパイダーマン パート2       | Avenging Spider-Man, Part 2               |
| 55                                 | 55        | エージェント・ヴェノム                       | Agent Venom                               |
| 56                                 | 56        | クローク・アンド・ダガー                     | Cloak and Dagger                          |
| 57                                 | 57        | 次世代のアイアン・スパイダー                 | The Next Iron Spider                      |
| 58                                 | 58        | バルチャー                                   | The Vulture                               |
| 59                                 | 59        | サベッジ・スパイダーマン                     | The Savage Spider-Man                     |
| 60                                 | 60        | ニュー・ウォーリアーズ                       | New Warriors                              |
| 61                                 | 65        | 帰ってきたガーディアンズ・オブ・ギャラクシー | The Return of the Guardians of the Galaxy |
| 62                                 | 61        | 異次元のスパイダーマン パート1               | The Spider-Verse Part 1                   |
| 63                                 | 62        | 異次元のスパイダーマン パート2               | The Spider-Verse Part 2                   |
| 64                                 | 63        | 異次元のスパイダーマン パート3               | The Spider-Verse Part 3                   |
| 65                                 | 64        | 異次元のスパイダーマン パート4               | The Spider-Verse Part 4                   |
| 66                                 | 66        | シールド・アカデミー                         | S.H.I.E.L.D. Academy                      |
| 67                                 | 67        | ライノの怒り                                 | Rampaging Rhino                           |
| 68                                 | 68        | アントマン                                   | Ant-Man                                   |
| 69                                 | 69        | ブリトー入手作戦                             | Burrito Run                               |
| 70                                 | 70        | インヒューマンズ                             | Inhumanity                                |
| 71                                 | 71        | アーニム・ゾラの逆襲 パート1                 | Attack of the Synthezoids Part 1          |
| 72                                 | 72        | アーニム・ゾラの逆襲 パート2                 | Attack of the Synthezoids Part 2          |
| 73                                 | 73        | モーガン・ル・フェイとの対決                 | Halloween Night at the Museum             |
| 74                                 | 74        | ナイトメア・クリスマス                       | Nightmare on Christmas                    |
| 75                                 | 75        | 真のチャンピオン決定戦 パート1               | Contest of the Champions Part 1           |
| 76                                 | 76        | 真のチャンピオン決定戦 パート2               | Contest of the Champions Part 2           |
| 77                                 | 77        | 真のチャンピオン決定戦 パート3               | Contest of the Champions Part 3           |
| 78                                 | 78        | 真のチャンピオン決定戦 パート4               | Contest of the Champions Part 4           |
| シーズン4 (VSシニスター・シックス) |           |                                              |                                           |
| 79                                 | 79        | ヒドラの攻撃 パート1                         | Hydra Attacks Part 1                      |
| 80                                 | 80        | ヒドラの攻撃 パート2                         | Hydra Attacks Part 2                      |
| 81                                 | 81        | 異次元からの協力者                           | Miles From Home                           |
| 82                                 | 82        | アイアン・バルチャー                         | Iron Vulture                              |
| 83                                 | 83        | リザード・ウイルス                           | Lizards                                   |
| 84                                 | 84        | エージェント・ヴェノムを救え                 | Double Agent Venom                        |
| 85                                 | 85        | サンドマンの島                               | Beached                                   |
| 86                                 | 86        | アンチ・ヴェノム                             | Anti-Venom                                |
| 87                                 | 87        | ハイドロマン                                 | Force of Nature                           |
| 88                                 | 88        | 新シニスター・シックス パート1               | New Sinister 6: Part 1                    |
| 89                                 | 89        | 新シニスター・シックス パート2               | New Sinister 6: Part 2                    |
| 90                                 | 90        | マダム・ウェブ                               | Agent Web                                 |
| 91                                 | 98        | 奇妙なハロウィーン                           | Strange Little Halloween                  |
| 92                                 | 102       | ムーンナイト・クリスマス                     | The Moon Knight Before Christmas          |
| 93                                 | 91        | カーネイジの脅威 パート1                     | The Symbiote Saga: Part 1                 |
| 94                                 | 92        | カーネイジの脅威 パート2                     | The Symbiote Saga: Part 2                 |
| 95                                 | 93        | カーネイジの脅威 パート3                     | The Symbiote Saga: Part 3                 |
| 96                                 | 94        | 異次元のスパイダーマン、再び パート1         | Return to the Spider-Verse: Part 1        |
| 97                                 | 95        | 異次元のスパイダーマン、再び パート2         | Return to the Spider-Verse: Part 2        |
| 98                                 | 96        | 異次元のスパイダーマン、再び パート3         | Return to the Spider-Verse: Part 3        |
| 99                                 | 97        | 異次元のスパイダーマン、再び パート4         | Return to the Spider-Verse: Part 4        |
| 100                                | 99        | スパイダー・スレイヤーズ パート1             | The Spider Slayers: Part 1                |
| 101                                | 100       | スパイダー・スレイヤーズ パート2             | The Spider Slayers: Part 2                |
| 102                                | 101       | スパイダー・スレイヤーズ パート3             | The Spider Slayers: Part 3                |
| 103                                | 103       | 卒業の日 パート1                             | Graduation Day: Part 1                    |
| 104                                | 104       | 卒業の日 パート2                             | Graduation Day: Part 2                    |

Disney+では概ね米国の放送順となっているが、シーズン2が日本の放送順、シーズン3では「帰ってきたガーディアンズ・オブ・ギャラクシー」が第1話となっており、「モーガン・ル・フェイとの対決」と「ナイトメア・クリスマス」が「ニュー・ウォーリアーズ」の次になっている。

## 批評
パイロット版に対する批評家・ファンからの評価は様々だった。バラエティのブライアン・ロウリーはこの番組に対して「矢継ぎ早のジョークが売りの若者向け『ファミリー・ガイ』にしようとしていてわざとらしい」と批判し、この作品を「多くの大人たちに愛されてきた名作を低年齢向けに翻訳しようとしたマーベルにとって嫌な予感を思わせる『お高くとまったがゆえに期待に添えられなかった』作品」と評した。IGNのエリック・ゴールドマンはパイロット版の評価を10点満点中の6点とし、楽しめるユーモアもあり、メインターゲットである子供たちが気に入るだろうとした一方、作品がスパイダーマンらしくなくマンネリで不自然だと評した。また、彼はアニメーションが印象に残らないと評し、スパイダーマンが第4の壁を破壊する演出は、むしろデッドプール に向いていると評し、「どの年代のファンにも気に入ってもらおうとして何処かで失敗した」と作品について要約した。
The A.V. Clubのデビッド・シムズは、第1話を「原作とは違う作品にしようとした結果、過剰なまでにいい加減で、説得力に欠けた駄作と化した」と評し、この番組の評価をCとした。その一方で彼は『邪悪な王 ドクター・ドゥーム』（原題：Doomed）の評価をC+とし、『ヴェノムの再来』（原題：Back in Black）の評価をB+とした。同じくA.V. Clubに所属するオリヴァー・サヴァは『寄生生物 ヴェノム』（Venom）の評価をB+とし、若い読者に向けてマーベル漫画への入門編にしようとした結果アルティメットのコミックスとも映画とも異なる内容になったとし、Synergy Spider-Manに改題すべきだと話した 。その一方で彼は『ロキと霜の巨人』（原題：Field Trip）の評価をA-とした。
Common Sense Media のエミリー・アシュビーは5つ星満点中4つ星をつけ、アクションとユーモアが番組の根幹をなしているが、ピーターが指導者のもとで仲間たちとともに大人になることとそれに伴う責任について学ぶという姿勢は、子どもたちの印象に残るであろうと評した。

## 配信
アメリカでは現在、Disney+で配信されている。日本でも配信されているが、以前まではディズニーデラックスで配信していた。